# Circus of Horrors
Circus of Horrors (El circo de los horrores en Argentina y El fantasma del circo en el resto de Hispanoamérica) es una película británica de terror clásico de 1960. Dirigida por Sidney Hayers e interpretada por Anton Diffring, Erika Remberg, Yvonne Monlaur y Donald Pleasence.
La canción Look For A Star, que se escucha reiteradas veces durante el film tuvo una gran repercusión en Estados Unidos, en sus cuatro versiones.

## Sinopsis
En 1940 en Inglaterra, el doctor Rossiter (Anton Diffring) es un cirujano plástico buscado por la policía después de una operación que resultó horriblemente mal. Sin embargo, creyéndose que tiene las habilidades brillantes de un cirujano, él y sus ayudantes (Kenneth Griffith y Jane Hylton ) evitan la captura y escapan a Francia. Allí Rossiter cambia su nombre por el de Schüler, y se hace amigo de un dueño del circo (Donald Pleasence) cuya desfigurada hija Nicole (interpretada por Carol Challoner de niña, y por Yvonne Monlaur de adulta) opera y embellece su rostro.
Luego de que el verdadero dueño del circo le firmase un papel como una devolución de su favor haciéndolo propietario de dicha propiedad (antes de morir atacado por un oso). Schüler manipula a su antojo el circo. Una década más tarde, se está ejecutando un circo de éxito internacional, que utiliza como fachada para sus hazañas quirúrgicas. Se hace amigo de las mujeres con defectos en sus rostros y las transforma para su "Templo de Belleza". Sin embargo, cuando ellas amenazan con irse, los extraños y letales accidentes misteriosos aumentan las sospechas de la policía local (Conrad Phillips, entre otros), que van muy pronto en su camino.

## Reparto
| Actor            | Personaje              |
| ---------------- | ---------------------- |
| Anton Diffring   | Dr. Ressister/Schüler  |
| Erika Remberg    | Elissa Caro            |
| Yvonne Monlaur   | Nicole Vanet           |
| Donald Pleasence | Vanet                  |
| Jane Hylton      | Angela                 |
| Kenneth Griffith | Martin                 |
| Conrad Phillips  | Inspector Arthur Ames  |
| Jack Gwillim     | Andrews                |
| Vanda Hudson     | Magda von Meck         |
| Yvonne Romain    | Melina                 |
| Colette Wilde    | Evelyn Morley Finsbury |
| William Mervyn   | Dr. Morley             |
| John Merivale    | Edward Finsbury        |
| Peter Swanwick   | Inspector Knopf        |
| Carla Challoner  | Nicole (versión niña). |
| Kenny Baker      | Enano                  |